# Zvonimir Bernot
Zvonimir Bernot, slovenski politik in publicist, * 16. december, 1879, Ljubljana, † 20. september 1955, Ljubljana.
Zvonimir Bernot je bil eden najpomembnejših slovenskih socialnodemokratskih politikov. Bil je član Jugoslovanske socialno demokratske stranke  in po 1920 Socialistične stranke Jugoslavije, kjer je deloval kot član glavnega odbora. Po razkolu med slovenskimi socialisti je vodil t. i. ljubljansko frakcijo SSJ, zbrano okoli glasila Naprej, čigar urednik je bil. Po uvedbi šestojanuarske diktature se je umaknil iz političnega življenja.
Na univerzah v Pragi in Berlinu je študiral filozofijo in novinarstvo. Poklicno se je ukvarjal s publicistiko. Med njegove pomembnejše članke sodi Socializem in vera (1922).
Njegova sinova sta bila inženir strojništva Natan Bernot in agronom Dare Bernot, oba tudi športnika kanuista na divjih vodah. Bil je tudi stric slovenske komunistične političarke Vide Tomšič.